# Лиа Де Мэй
Лиа Де Мэй (чеш. Lea De Mae), настоящее имя — А́ндреа А́бсолонова (чеш. Andrea Absolonová; 26 декабря 1976, Прага, ЧССР — 9 декабря 2004, Прага, Чехия) — чешская порноактриса, фотомодель и прыгунья в воду.

## Биография
Андреа Абсолонова родилась 26 декабря 1976 года в Праге (Чехия).
Свою карьеру Андреа начала как спортсменка, была прыгуньей в воду. Незадолго до летних Олимпийских игр 1996 года в результате несчастного случая девушка получила серьёзные травмы шеи. Впоследствии она восстановилась, но оставшиеся проблемы со здоровьем не позволили ей вернуться в спорт.
В конце 1990-х годов Андреа начала карьеру порноактрисы и фотомодели, взяв себе псевдоним Лиа Де Мэй. В 2003 году она была номинирована в двух номинациях премии AVN Awards, а в 2004 году Де Мэй получила одну номинацию на премию Ninfa Prize.
В июле 2004 года у Лиа была диагностирована глиобластома (наиболее частая и агрессивная разновидность опухоли головного мозга). Для неё был создан медицинский фонд в Праге, куда вносили пожертвования её знакомые, коллеги и поклонники со всего мира. Врачи до последнего боролись за жизнь девушки, но болезнь оказалась сильнее — 9 декабря 2004 года в возрасте 27 лет Лиа Де Мэй скончалась. Она была похоронена на кладбище Даблице в Праге.